# Civic Opera House

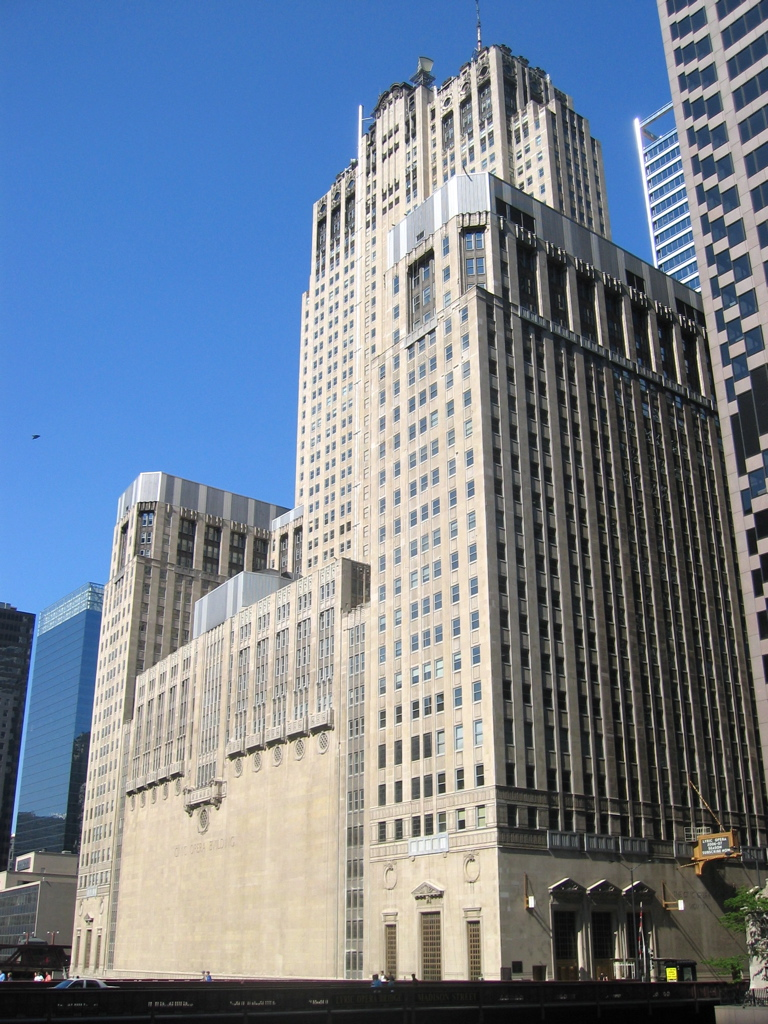
het Civic Opera House

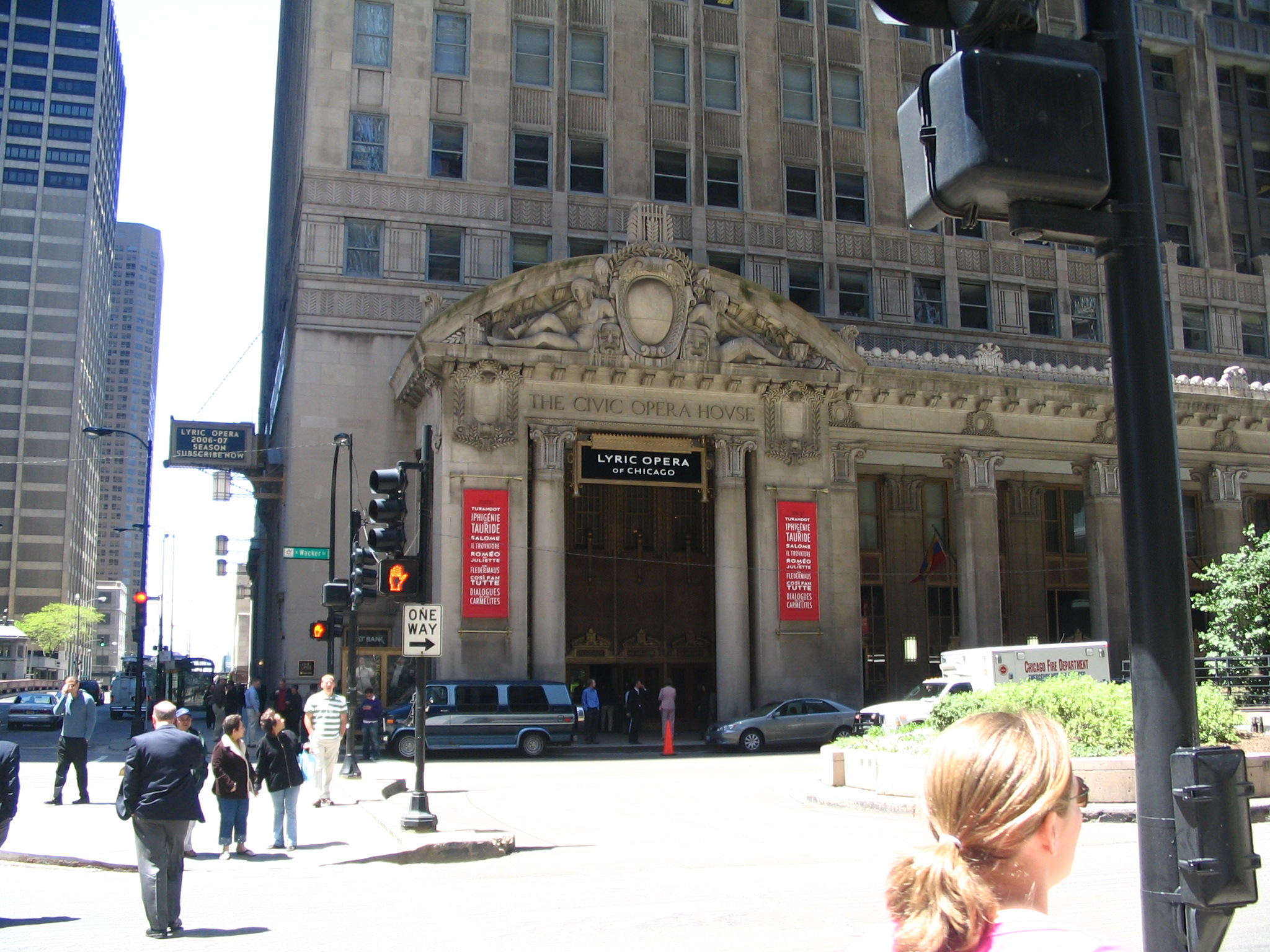
Vooringang van het Civic Opera House

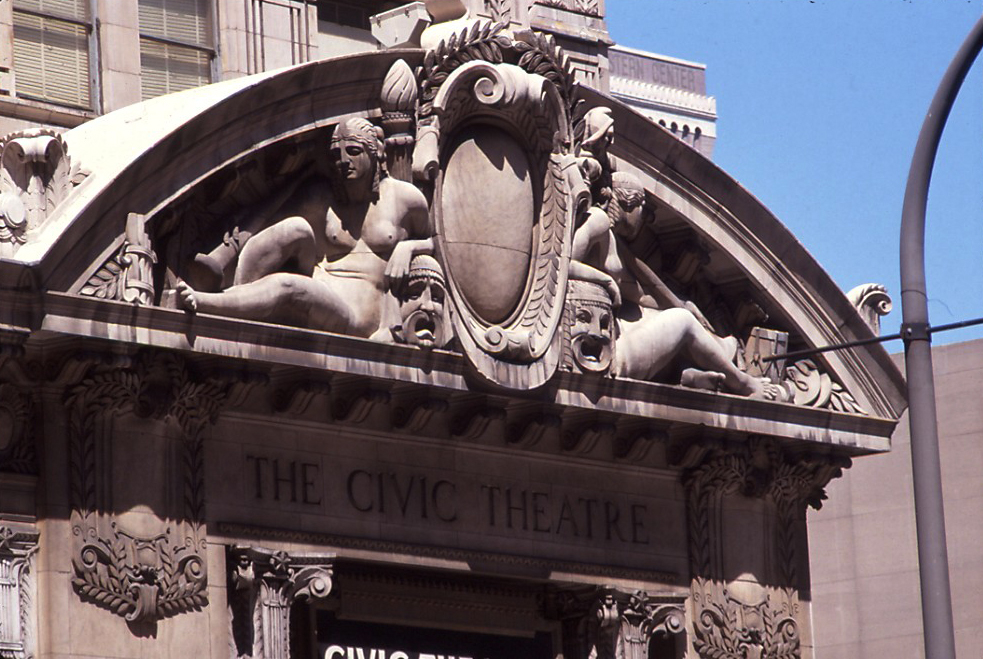
Beeldhouwwerk door Henry Hering

Het Civic Opera House is een operatheater gelegen aan North Wacker Drive nr. 20 in Chicago. Het maakt deel uit van een kantoorgebouw van vijfenveertig verdiepingen met twee zijvleugels van ieder tweeëntwintig verdiepingen. Het gebouw werd officieel geopend op 4 november 1929 en heeft een art-deco- en art-nouveau-interieur.
De operazaal heeft 3.563 zitplaatsen en is daarmee het op een na grootste opera-auditorium in
Noord-Amerika na het Metropolitan Opera House in New York. Hoewel het gebouwd werd voor de Chicago Civic Opera werd het uiteindelijk gekocht door de Lyric Opera of Chicago.
Samuel Insull had de visie om een operazaal in Chicago neer te zetten, en huurde de ontwerpers om een basis te verschaffen aan de Chicago Civic Opera. Het idee achter de opzet van het gebouw was dat het er als een gigantische stoel zou moeten uitzien, en het staat ook wel bekend als "Insulls Troon". Het gerucht gaat dat Insull het als een troon had laten bouwen zodat zijn vrouw er figuurlijk gesproken als de ster van de opera in kon zitten: geweigerd als ze was door de Metropolitan Opera van New York zou ze er dan in zitten met haar rug naar New York.
Samuel Insull koos de architecten Graham, Anderson, Probst & White uit, die verantwoordelijk waren voor de bouw van diverse andere gebouwen in Chicago. Die kozen op hun beurt Henry Hering uit voor de beeldhouwwerken die in het gebouw verwerkt zouden worden.
In 1993 onderging de operazaal een grote renovatie, nadat het gekocht was door de Chicago Lyric Opera, die daarvoor de zaal had gehuurd. Het project werd in 1996 voltooid.
Dit operagebouw was de inspiratie voor Orson Welles' film Citizen Kane. Charles Foster Kane bouwt daarin een operazaal voor zijn echtgenote. In werkelijkheid bouwde Samuel Insull deze zaal voor zijn dochter die door de Metropolitan Opera niet werd aangenomen.